# Ільясова Гульдар Музафарівна
Гульдар Музафарівна Ільясова (башк. Гөлдәр Мөзафар ҡыҙы Илъясова; 11 червня 1954, Термень-Єлга, Ішимбай, Башкирська АРСР) — башкирська театральна режисерка. Художній керівник та головний режисер Стерлітамацького державного башкирського драматичного театру.
Заслужений діяч мистецтв Республіки Башкортостан (1994). У 1994 році удостоєна Республіканської премії імені Салавата Юлаєва (разом с Флорідом Буляковим, Іриною Філіповою) «за постановку та яскраве художнє рішення спектаклю „Забута молитва“ в Театральному об'єднанні міста Стерлітамака».

## Освіта
- Уфимське училище мистецтв (1975)
- Алма-Атинський державний театрально-художній інститут (1984)
- Вищі режисерські курси при Міністерстві культури РРФСР (1987).

## Творчий шлях
У 1975—1978 роках танцівниця Башкирської філармонії, в 1984—1987 — актриса Сібайського театру драми, з 1988 року — головний режисер Салаватського драматичного театру, з 1990 року — головний режисер, з 1992 року — художній керівник Стерлитамацького башкирського драматичного театру.

## Тривія
У лютому 2005 року Гульдар Музафарівну вітали на її малій батьківщині — в Термень-Єлзі. В клубі відбувся творчий вечір, де земляки ділились спогадами, давали побажання, а кращі артисти республіки дарували присутнім ліричні пісні, фрагменти спектаклів, поставлених режисером.